# Daily Sabah
Daily Sabah è un quotidiano turco filogovernativo, pubblicato in Turchia. Disponibile in inglese e arabo e di proprietà del Turkuvaz Media Group (Çalık Holding), il Daily Sabah ha pubblicato il suo primo numero il 24 febbraio 2014. Il redattore capo è Ibrahim Altay.
Il Daily Sabah è stato spesso definito uno strumento di propaganda per il governo turco e il Partito per la Giustizia e lo Sviluppo (AKP) al potere.  È di proprietà di un amico del presidente Recep Tayyip Erdoğan e fa parte della sua routine quotidiana grazie ai servizi giornalistici favorevoli.

## Storia
Daily Sabah è stato fondato nel 2014 quando un clima politico altamente antagonista regnava nella politica turca. Dopo il conflitto, nel dicembre 2013, tra il movimento Gülen, un'organizzazione religiosa della società civile con alcune aspirazioni politiche, e l'allora governo del Partito per la Giustizia e lo Sviluppo (AKP), il periodico Today's Zaman del movimento Gülen si trasformò in un fervente critico dell'AKP al potere. Al fine di bilanciare il discorso critico contro l'AKP di Today's Zaman e Hürriyet Daily News - da sempre critico dell'AKP -, il Daily Sabah emerso come una voce di sostegno dell'AKP in lingua inglese.

## Politica editoriale e punti di vista
Daily Sabah si definisce "impegnato a favore della democrazia, dello Stato di diritto, dei diritti umani e della libertà". Nonostante questa descrizione ufficiale, il Daily Sabah è un portavoce dell'AKP, e più ancora di Recep Tayyip Erdoğan, l'attuale presidente della Turchia e sostenitore dell'islamismo.
Secondo il quotidiano tedesco Spiegel Online, il Daily Sabah è molto critico nei confronti del movimento Gülen, che il governo dell'AKP accusa di aver tentato di rovesciare il governo in un tentativo di colpo di stato nel 2016.  Il Daily Sabah è stato descritto come strumento di una propaganda trasparente e malformata, in stile turco, per mostrare la versione degli eventi del governo dell'AKP.

## Critiche

### Libertà di espressione
Nel marzo 2017, un membro olandese del Parlamento europeo ha definito Daily Sabah "stampa di odio" e ha cercato di vietare la distribuzione di Daily Sabah nelle sessioni parlamentari. Il Parlamento europeo ha mosso accuse sulla mancanza di libertà di parola e di espressione in Turchia e afferma che il Daily Sabah difende la situazione dei diritti umani del governo dell'AKP. Il Daily Sabah ha affermato che la decisione di vietarne la distribuzione è stata una violazione delle libertà di stampa e di espressione. Nel frattempo, il ministro degli Affari UE per la Turchia Ömer Çelik ha affermato quanto segue sulla questione: "Il divieto del Parlamento europeo alla libertà di stampa è un evento tragico per il futuro dell'Europa."